# Grafschaft Klettenberg
Die Grafschaft Klettenberg war ein Gebiet im Südharz und in dessen Vorland. Ihr Verwaltungsmittelpunkt war ursprünglich die Burg Klettenberg in der gleichnamigen Ortschaft zwischen Bad Sachsa und Nordhausen.

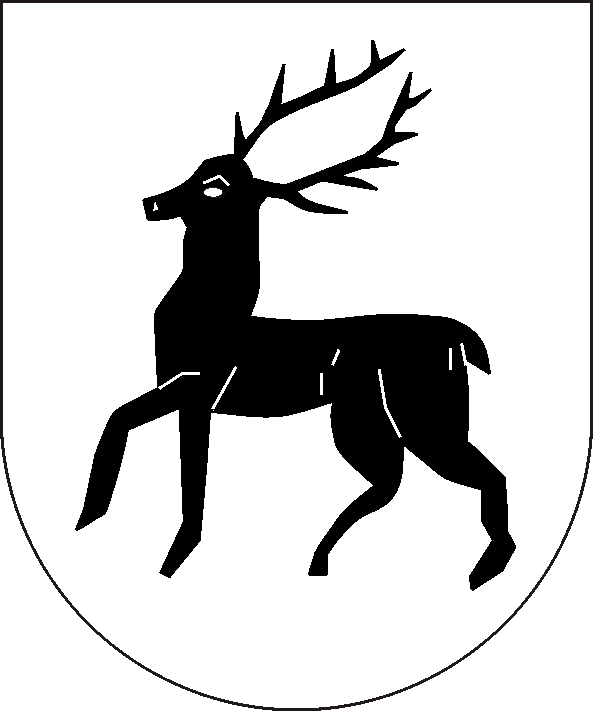
Grafschaft Klettenberg

## Geschichte
Vermutlich wurde die Burg Klettenberg um 1087 errichtet. Erste Erwähnungen der Grafschaft Klettenberg gehen auf das Jahr 1187 zurück. Vom Kaiser Friedrich I. (genannt Barbarossa) wurde wohl Konrad von Ballhausen für seine Verdienste mit der Grafschaft belehnt. Er gilt als Stammherr der Grafen von Klettenberg. Sie waren in zahlreichen Orten der Goldenen Aue begütert, die Orte Branderode und Neuendorf besaßen sie komplett als Afterlehen der Grafen von Orlamünde. Die Grafen von Hohnstein bekämpften die Klettenberger im 13. Jahrhundert und verleibten die Grafschaft Klettenberg 1253 ihrer eigenen Grafschaft ein.
Im Jahre 1593 gelangte die Grafschaft an Braunschweig-Wolfenbüttel, 1634 an das Hochstift Halberstadt und im Jahre 1648 im Zuge des Westfälischen Friedens an Kurbrandenburg. Nachdem die Grafschaft im Jahre 1807 an das Königreich Westphalen gefallen war, gehörte sie zum Distrikt Nordhausen. Im Jahre 1814 wurde sie wieder preußisch und bildete gemeinsam mit der Grafschaft Lohra den preußischen Teil der Grafschaft Hohenstein.
Spärliche Ruinen der 1627 durch die Harzschützen im Dreißigjährigen Krieg zerstörten Burg Klettenberg sind noch heute zu finden.

## Vertreter der Grafen von Klettenberg
- Ende des 12. Jh. Konrad von Ballhausen
- 1215 Alb. von Clettenberg[1]
- 1240 Konrad von Clettenberg (Siegelnachweis)
- 1312 Siegfried von Clettenberg[2]